# حزقيال أنطونيو خيمينيز
حزقيال أنطونيو خيمينيز (بالإسبانية: Juan Antonio Jiménez Cobo)‏ هو فارس سباق إسباني، ولد في 11 مايو 1959 في كاسترو ديل ريو في إسبانيا.

## وصلات خارجية
- حزقيال أنطونيو خيمينيز على موقع الاتحاد الدولي للفروسية (الإنجليزية)
- حزقيال أنطونيو خيمينيز على موقع FEI (رابط بديل) (الإنجليزية)
- حزقيال أنطونيو خيمينيز على موقع اللجنة الأولمبية الدولية (الإنجليزية)
- حزقيال أنطونيو خيمينيز على موقع أوليمبيديا (الإنجليزية)
- حزقيال أنطونيو خيمينيز على موقع اللجنة الأولمبية الإسبانية (الإسبانية)